# Evangelický kostel (Libiš)
Evangelický kostel v Libiši je kostel Českobratrské církve evangelické v obci Libiš. Od roku 1958 je památkově chráněn. Modlitebna je typická toleranční stavba jihoněmeckého typu. Památkově chráněn je kostel, ohradní zeď s branou a pozemky vymezeného areálu.

## Historie sboru
V Polabí se po dobu protireformace udrželo množství tajných nekatolíků a okamžitě po vydání tolerančního patentu v roce 1781 se přihlásili k evangelickému vyznání. Původně se přihlašovali k augspurskému vyznání (snad i na radu vrchnosti), ale brzy se přihlásili k reformovanému vyznání.

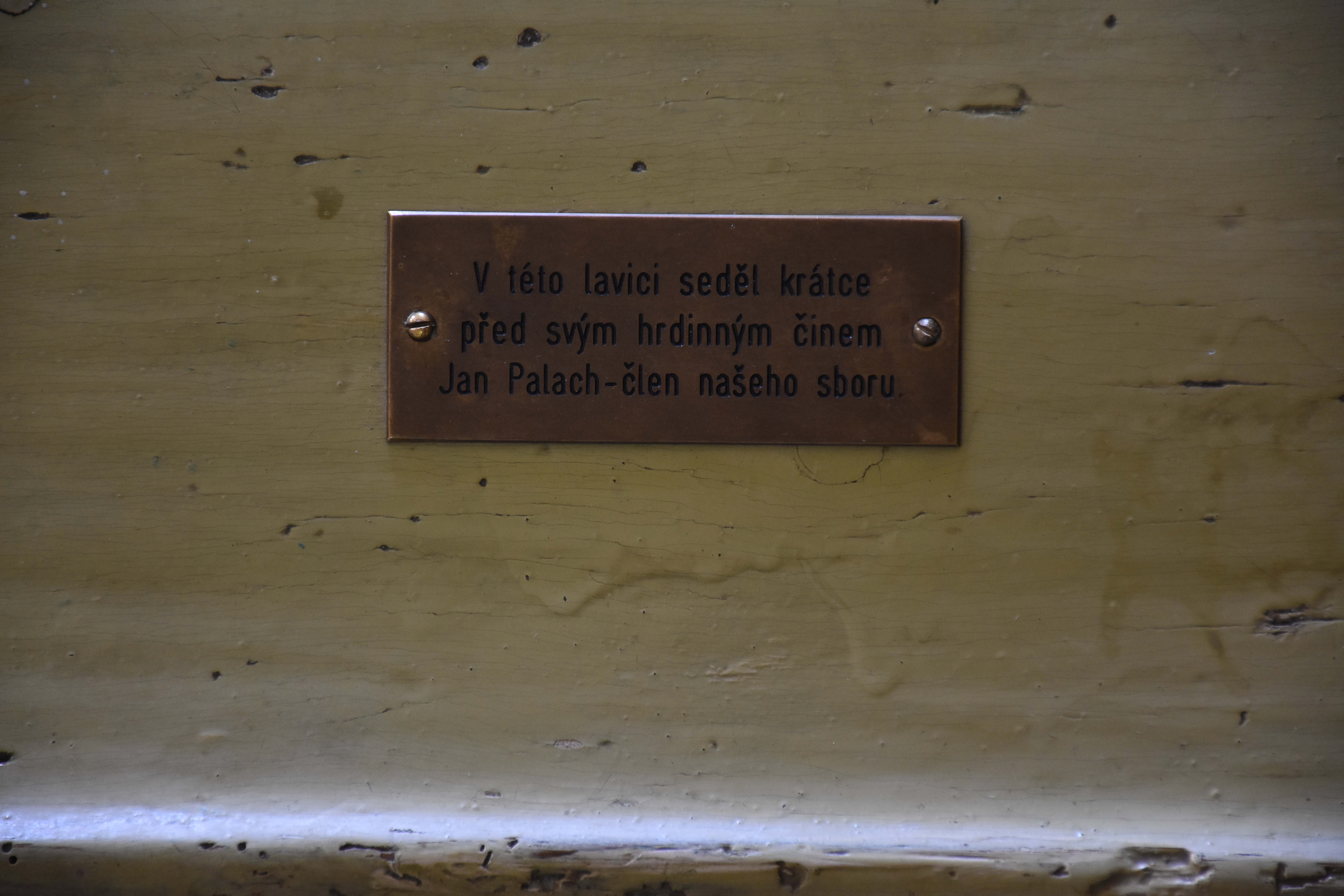
Pamětní deska připomínající Jana Palacha

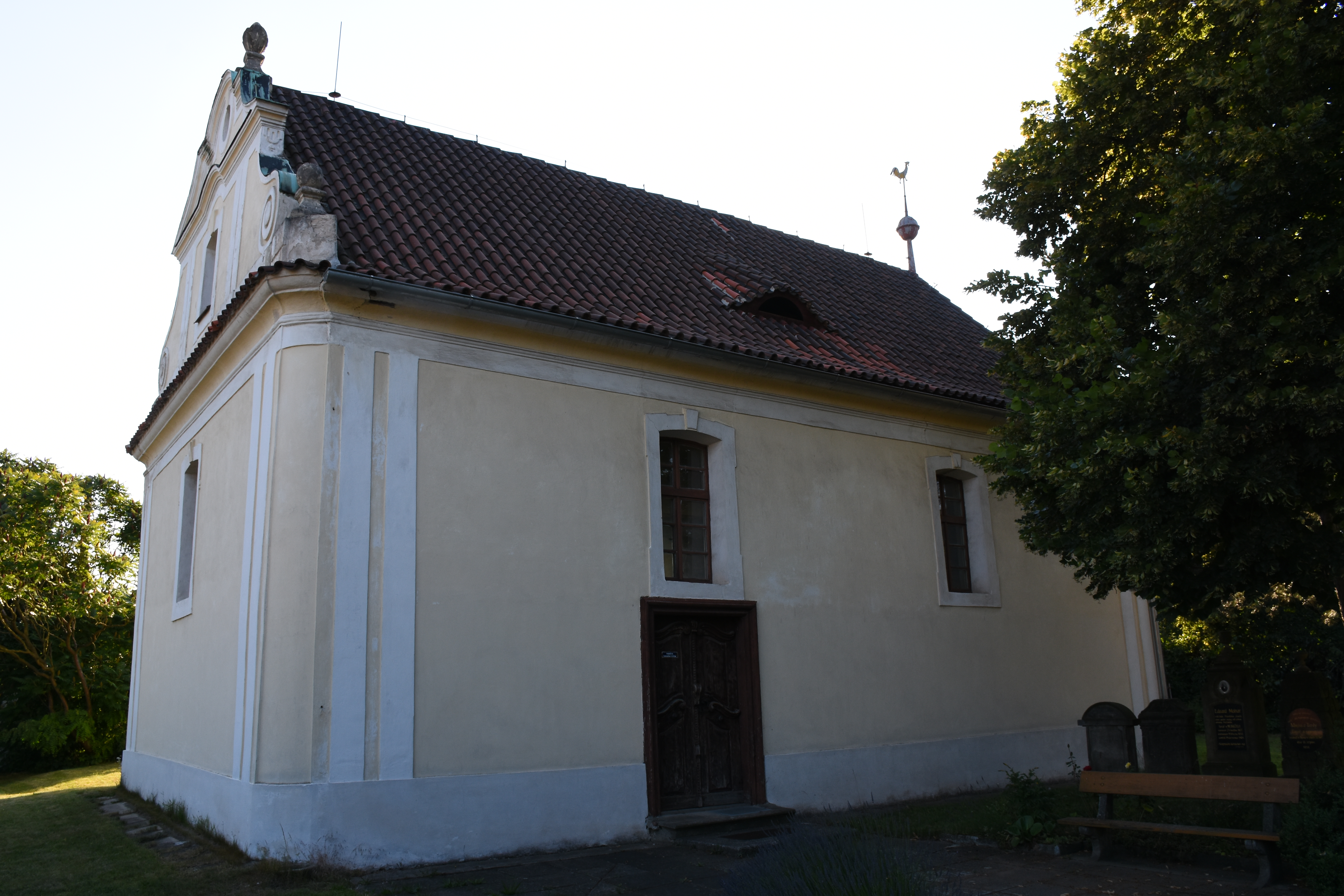
Boční pohled

Reformovaný sbor byl ustaven a první bohoslužby se konaly v Byškovicích ve stodolách a staveních. Po vzniku Československa se sbor přihlásil k Českobratrské církvi evangelické a byl v souvislosti s připojením Libiše k Neratovicím v roce 1954 změněn na Neratovice-Libiš. Od roku 1991 je sbor opět samostatný. Členem libišského sboru byl Jan Palach, naposledy byl v kostele čtyři dny před svým upálením. V lavici, kde sedával, je umístěna pamětní deska.

## Historie kostela
Spory s vrchností byly nejen o tom, kde má být sídlo sboru, ale i kde má být postaven kostel a ostatní budovy. Již v roce 1783 byl přemístěn do Libiše a první bohoslužba se konala ve stodole v Libiši 2. července 1783, bohoslužbu provedl významný toleranční maďarský kazatel János Végh. Vymohl stavbu modlitebny při slyšení u císaře Josefa II. Modlitebna byla postavena v roce 1792 a posvěcena 30. listopadu 1792.

## Architektura

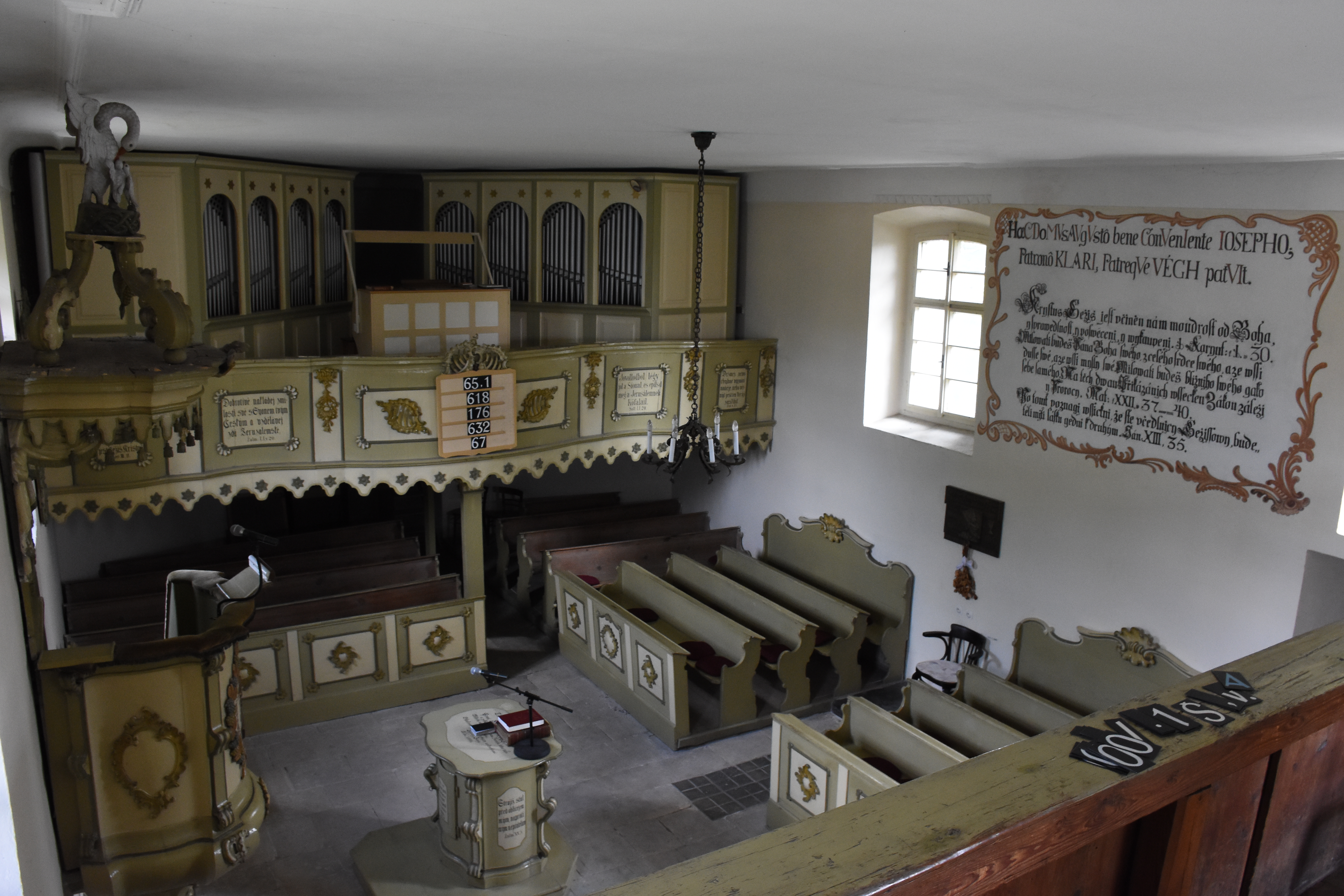
Interiér kostela

Barokní modlitebna byla postavena ve středu obce u křižovatky dnešních ulic Jiskrova a Mělnická. Přístup do budovy je z oploceného pozemku se zamřížovanou branou. Na financování stavby se významně podílely dary sborů z Uher a Porýní.
Modlitebna je jednolodní plochostropá obdélná stavba s trojbokým závěrem orientovaná k severu. Má sedlovou střechu krytou prejzy a na jižním průčelí je volutový štít, který je pokryt měděným plechem.
Boční fasády mají dvě segmentově klenutá okna s hladkou šambránou. Nároží jsou zaoblená a jsou zvýrazněna lisenovými pásy s fabionovou římsou.
Pozemek ohraničuje kamenná zeď pokrytá prejzy. Vstupní brána vpravo od průčelí je orámována dvěma pilíři s římsou a čtvercovou deskou se sokly.
Ve druhé polovině 19. století se opakovaně zvažovalo, zda budovu opravit nebo zbořit a vystavit novou a zda přistavit věž. Modlitebna zůstala zachována včetně původního inventáře, vyřezávaných lavic a barevné výmalby s texty. Uchováno je i vnitřní uspořádání modlitebny s kazatelnou uprostřed delší strany a lavicemi do půlkruhu okolo stolu Páně, což je převzato od maďarské reformované církve.
V roce 1904 byly pořízeny nové varhany, kamna a vnitřně byla modlitebna upravena. Nové varhany byly pořízeny v roce 1958.
Budova byla opravována v roce 1951 a znovu v roce 1993.

## Evangelická fara a škola

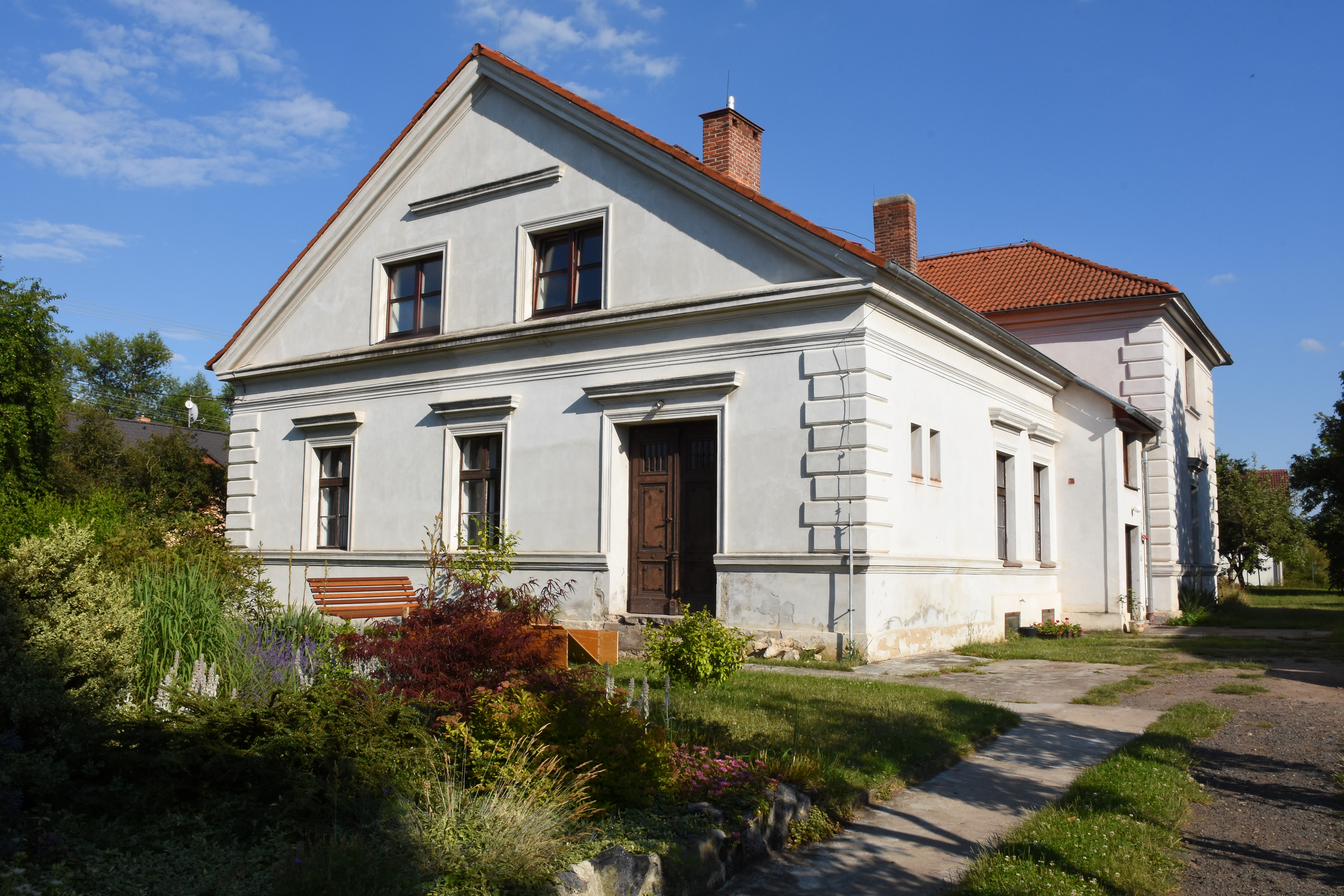
Evangelická fara

Fara byla postavena v roce 1888, v padesátých letech 20. století byla přestavěna. Byl v ní vybudován sborový sál pro setkávání sboru nejen v zimních měsících. Evangelická škola byla postavena v roce 1790 a 1. září 1790 v ní byla zahájena výuka.

## Evangelický hřbitov

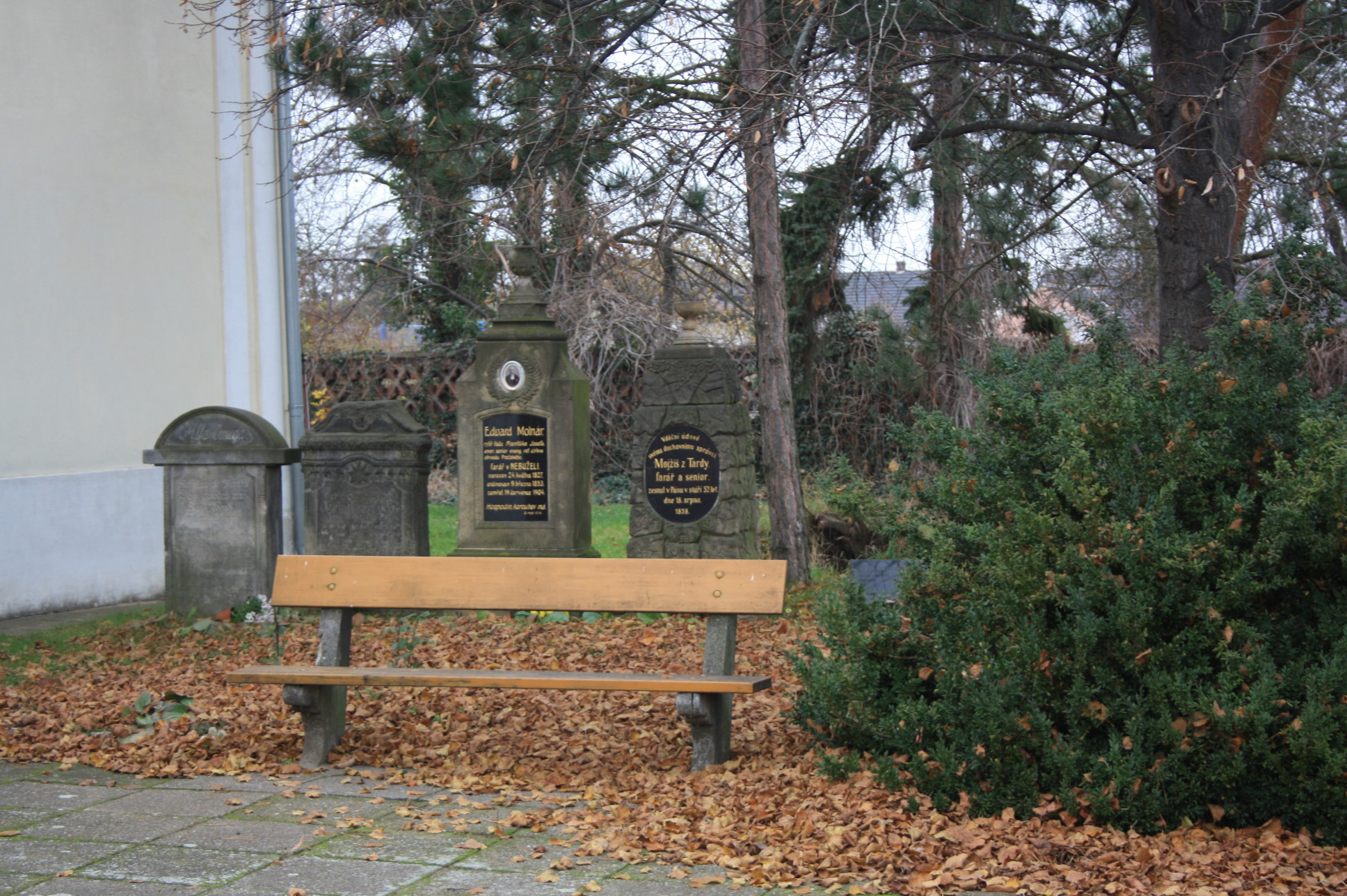
Přemístěné hroby u kostela v Libiši

Evangelický hřbitov je těsně u kostela. Do libišského hřbitova byly z nedalekých Nebužel převezeny v roce 2000 náhrobky a ostatky Jánose Végha, jeho manželky Judit a dalších evangelických tolerančních farářů maďarského původu Eduarda Molnára a Mojžíše z Tardy. O osobnost Jánose Végha projevili zájem i maďarští evangelíci, v kostele se 1x ročně konají maďarské bohoslužby. V roce 2011 kostel navštívil maďarský prezident Pál Schmitt.